# Xysticus promiscuus
Xysticus promiscuus là một loài nhện trong họ Thomisidae.
Loài này thuộc chi Xysticus. Xysticus promiscuus được Octavius Pickard-Cambridge miêu tả năm 1876.